# Samuel Henson
Samuel „Sammie“ Henson (* 1. Januar 1971 in St. Louis, Michigan) ist ein ehemaliger US-amerikanischer Ringer. Er wurde 1998 Weltmeister und gewann bei den Olympischen Spielen 2000 eine Silbermedaille jeweils im freien Stil im Fliegengewicht.

## Werdegang
Sammie Henson begann im Jahre 1978 zusammen mit seinen Brüdern Chuck und Kevin an der Francis-Howell-High-School in St. Charles, Michigan, mit dem Ringen. Seine ersten Trainer waren Roger Hodapp und Judd Hofmann. Zu Beginn seiner Laufbahn betätigte er sich noch in den beiden Stilarten freier Stil und griechisch-römischer Stil. Als "High-School-Ringer" brachte er es zu drei Meisterschaften von Michigan im griechisch-römischen Stil. Seine College-Zeit begann mit dem Studium von Wirtschaftswissenschaften an der University of Missouri in Columbia (Massachusetts), Massachusetts. Seine Ringertrainer waren dort Wes Roper und Gil Sanchez. Später setzte er sein Studium an der Clenson University in Clenson, South Carolina, fort. Seinen Abschluss machte er dort im Jahre 1995. 1993 wurde er auch Mitglied des Ringerclubs Sunkist Kids WC in Stillwater, Arizona.
1987, 1988 und 1990 wurde Sammie Henson US-amerikanischer Juniorenmeister, 1989 belegte er den 2. Platz, im griechisch-römischen Stil im Fliegengewicht. 1993 und 1994 gewann er die US-amerikanische Studentenmeisterschaft (NCAA-Champion) im freien Stil. US-amerikanischer Meister bei den Senioren wurde er im Jahre 1990 im griechisch-römischen Stil und in den Jahren 1998, 2000 und 2005 im freien Stil, jeweils im Fliegengewicht.
Auf der internationalen Ringermatte erschien er erstmals im Jahre 1988, als er sich bei der Junioren-Weltmeisterschaft (Cadets) in Wolfurt/Österreich im griechisch-römischen Stil beteilige, sich aber nicht im Vorderfeld platzieren konnte. 1990 belegte er bei den Pan Amerikanischen Meisterschaften in Colorado Springs im griechisch-römischen Stil den 3. Platz und kam bei der gleichen Meisterschaft im Jahre 1993 im freien Stil auf den 2. Platz. In den nächsten Jahren stand er in den Vereinigten Staaten meist im Schatten von Zeke Jones, so dass er erst wieder im Jahre 1998 auf der internationalen Ringerbühne erscheinen konnte. Er belegte in diesem Jahr bei den Goodwill-Games in New York hinter Behnam Tayyebi aus dem Iran den 2. Platz. Im gleichen Jahr nahm er dann erstmals an einer Weltmeisterschaft teil und gewann dabei in Teheran im freien Stil, dem Stil, auf den er sich ab diesem Zeitpunkt konzentrierte, auf Anhieb den Weltmeistertitel. Er besiegte dabei Wassili Zeiher aus Deutschland mit 6:4 Punkten, Amiran Kartanow aus Griechenland mit 5:4 Punkten, Maulen Mamirow aus Kasachstan mit 3:1 Punkten, Tschetschenol Mongusch aus Russland mit 4:3 Punkten und Namig Abdullajew aus Aserbaidschan mit 3:1 Punkten, alles knappe Punktsiege, die aber zeigen, dass er sich in Begegnungen, die fast ausgeglichen waren, letztendlich immer durchsetzen konnte.
1999 scheiterte Sammie Henson bei der US-amerikanischen WM-Ausscheidung (Trials) an Eric Akin. Im Jahre 2000 siegte er aber bei den US-Olympia-Trials vor Eric Akin und war deshalb Teilnehmer bei den Olympischen Spielen 2000 in Sydney. Dort gewann er im Fliegengewicht über Moon Myung-seok, Südkorea (10:0 Punkte), Chikara Tanabe, Japan (9:1 Punkte), Oleksandr Sacharuk, Ukraine (8:4 Punkte) und Herman Kantojeu, Belarus (3:0) Punkte, musste sich aber im Finale gegen Namig Abdullajew knapp mit 3:4 Punkten geschlagen geben. Er gewann damit die Silbermedaille.
In den nächsten drei Jahren trat er dann ringerisch kaum in Erscheinung. Im Jahre 2004 beteiligte er sich aber wieder bei der US-Meisterschaft und belegte hinter Stephen Abas den 2. Platz. An Stephen Abas scheiterte er auch bei den US-Olympia-Tials. 2005 gewann er aber vor diesem Ringer sowohl den US-amerikanischen Meistertitel als auch die WM-Trials. Bei der Weltmeisterschaft 2005 in Budapest enttäuschte er aber. Er gewann dort zwar seinen ersten Kampf gegen Vitas Schumakow aus Litauen, verlor aber seinen nächsten Kampf gegen Selimchan Kurejew aus Russland und landete nur auf dem 14. Platz.
2006 nahm Sammie Henson schließlich zum letzten Male an einer Weltmeisterschaft teil und gewann in Guangzhou im Bantamgewicht mit Siegen über René Montero, Kuba (2:1 Runden, 8:2 Punkte), Francisco Javier Sanches Parra, Spanien (2:0 Runden, 9:0 Punkte), Taghi Dadashi, Iran (2:0 Runden, 5:0 Punkte), einer Niederlage gegen Radoslaw Welikow (0:2 Runden, 0:11 Punkte) und einem Sieg über Atscham Achilow, Usbekistan (2:0 Runden, 4:1 Punkte) noch einmal eine WM-Bronzemedaille.
Bereits während seiner aktiven Zeit übernahm Sammie Henson Trainerposten, meist als Assistenztrainer bei der University of Oklahoma, der Penn State University, in der Militär-Akademie West Point, der University of Nebraska und ist nun (2010) wieder Assistenztrainer an der University of Oklahoma.

## Internationale Erfolge
| Jahr | Platz  | Wettbewerb                                          | Gewichtskl. | Stil | Ergebnis |
| 1990 | 3.     | Pan Amerikanische Meisterschaft in Colorado Springs | Fliegen     | GR   | hinter Jorge Pacheco, Kuba u. Hamilton Sanches, Venezuela |
| 1993 | 2.     | Pan Amerikanische Meisterschaft                     | Fliegen     | F    | hinter Jesus Lambida, Kuba, vor Jorge Lopez, Mexiko |
| 1997 | 1.     | Yasar-Dogu-Memorial in Ankara                       | Fliegen     | F    | vor Sergelen Baatar, Mongolei u. Murad Ramasanow, Russland |
| 1997 | 2.     | Welt-Cup in Stillwater                              | Fliegen     | F    | |
| 1998 | 2.     | Welt-Cup in Stillwater                              | Fliegen     | F    | hinter Behnam Tayyebi, Iran, vor Leonid Tschutschunow, Russland, Wilfredo García, Kuba und Wassili Zeiher, Deutschland                                                               |
| 1998 | 2.     | Goodwill-Games in New York                          | Fliegen     | F    | hinter Behnam Tayyebi, vor Murad Ramasanow u. Mevlana Kulac, Türkei |
| 1998 | 1.     | WM in Teheran                                       | Fliegen     | F    | mit Siegen über Wassili Zeiher, Amiran Kartanow, Griechenland, Maulen Mamirow, Kasachstan, Tschetschenol Mongusch, Russland u. Namig Abdullajew, Aserbaidschan                       |
| 1999 | 2.     | Welt-Cup in Spokane                                 | Fliegen     | F    | hinter Gholamreza Mohammadi, Iran, vor Wilfredo Gomez u. Wassili Zeiher |
| 1999 | 1.     | Yasar-Dogu-Memorial in Ankara                       | Fliegen     | F    | vor Iwan Djorew, Bulgarien u. Recep Zenciri, Türkei |
| 2000 | 1.     | Iwan-Yarigin-Memorial in Krasnojarsk                | Fliegen     | F    | |
| 2000 | 1.     | Olympia-Qualifikations-Turnier in Minsk             | Fliegen     | F    | vor Haibo Meng, China, Herman Kantojeu, Belarus, Nurdin Donbajew, Kirgisistan u. Wassili Zeiher                                                                                      |
| 2000 | 1.     | Poland-Open in Warschau                             | Fliegen     | F    | |
| 2000 | Silber | OS in Sydney                                        | Fliegen     | F    | mit Siegen über Moon Myunk-seok, Südkorea, Chikara Tanabe, Japan, Oleksandr Sacharuk, Ukraine u. Herman Kantojeu u. einer Niederlage gegen Namig Abdullajew, Aserbaidschan           |
| 2001 | 1.     | Yasar-Dogu-Memorial in Ankara                       | Fliegen     | F    | vor Sedat Özdemir u. Mevlana Kulac, bde. Türkei |
| 2003 | 1.     | Dave-Schultz-Memorial in Colorado Springs           | Bantam      | F    | vor Chikara Tanabe und René Montero, Kuba |
| 2003 | 1.     | Fila-Manitoba-Open in Winnipeg                      | Bantam      | F    | vor James Crowe und Jamie Mocari, bde. Kanada |
| 2005 | 1.     | Cerro-Pelado-Intern. in Sancti Spíritus             | Bantam      | F    | vor Andy Moreno Gonzales u. Yoel Roche, Kuba u. Magomed Dschukajew, Russland |
| 2005 | 5.     | Iwan-Yarigin-Memorial in Krasnojarsk                | Bantam      | F    | hinter Aljaksandr Kantojeu u. Nasir Abdullajew, bde. Russland |
| 2005 | 14.    | WM in Budapest                                      | Bantam      | F    | nach einem Sieg über Vitas Schumakow, Litauen u. einer Niederlage gegen Selimchan Kurejew, Russland                                                                                  |
| 2006 | 3.     | Golden-Grand-Prix in Baku                           | Bantam      | F    | hinter Dilshod Mansurov, Usbekistan u. Radoslaw Welikow, Bulgarien, vor Namig Sewdimow, Aserbaidschan u. Ghenadie Tulbea, Moldawien                                                  |
| 2006 | 3.     | WM in Guangzhou                                     | Bantam      | F    | mit Siegen über René Montero, Francisco Javier Sanchez Parra, Spanien u. Taghi Dadashi, Iran, einer Niederlage gegen Radoslaw Welikow u. einem Sieg über Atscham Achilow, Usbekistan |

## Nationale Erfolge
| Jahr | Platz | Wettbewerb                                             | Gewichtkl.   | Stil | Ergebnis                                             |
| 1987 | 1.    | US-amerik. Juniorenmeisterschaft                       | bis 42 kg KG | GR   |                                                      |
| 1988 | 1.    | US-amerik. Juniorenmeisterschaft                       | bis 46 kg KG | GR   |                                                      |
| 1989 | 2.    | US-amerik. Juniorenmeisterschaft                       | bis 50 kg KG | GR   |                                                      |
| 1990 | 1.    | US-amerik. Juniorenmeisterschaft (Espoirs)             | Fliegen      | GR   |                                                      |
| 1990 | 1.    | US-amerikanische Meisterschaft                         | Fliegen      | GR   |                                                      |
| 1990 | 2.    | US-amerik. WM-Trials                                   | Fliegen      | GR   |                                                      |
| 1991 | 5.    | US-amerik. Studentenmeisterschaft (NCAA-Championships) | Fliegen      | F    |                                                      |
| 1992 | 2.    | US-amerik. Olympia-Trials                              | Fliegen      | F    | hinter Zeke Jones                                    |
| 1993 | 1.    | US-amerik. Studentenmeisterschaft (NCAA-Championships) | Fliegen      | F    | vor Chad Zaputil, Lou Rosselli u. Erik Akin          |
| 1994 | 1.    | US-amerik. Studentenmeisterschaft (NCAA-Championships) | Fliegen      | F    | vor Eric Akin, Bret Bringham und Kevon Roberts       |
| 1994 | 2.    | US-amerik. WM-Trials                                   | Fliegen      | F    | hinter Zeke Jones                                    |
| 1995 | 4.    | US-amerik. Meisterschaft                               | Fliegen      | F    |                                                      |
| 1995 | 3.    | US-amerik. WM-Trials                                   | Fliegen      | F    | hinter Zeke Jones u. Eric Akin                       |
| 1997 | 2.    | US-amerik. Meisterschaft                               | Fliegen      | F    | hinter Zeke Jones                                    |
| 1997 | 2.    | US-amerik. WM-Trials                                   | Fliegen      | F    | hinter Zeke Jones                                    |
| 1998 | 4.    | US-amerik. Meisterschaft                               | Fliegen      | GR   |                                                      |
| 1998 | 1.    | US-amerik. WM-Trials                                   | Fliegen      | F    |                                                      |
| 1999 | 4.    | US-amerik. WM-Trials                                   | Fliegen      | F    | Sieger: Eric Akin                                    |
| 2000 | 1.    | US-amerik. Meisterschaft                               | Fliegen      | F    | vor Erik Akin, Lou Rosselli u. Stephen Abas          |
| 2000 | 1.    | US-amerik. Olympia-Trials                              | Fliegen      | F    | vor Eric Akin                                        |
| 2004 | 2.    | US-amerik. Meisterschaft                               | Bantam       | F    | hinter Stephen Abas, vor Teagu Moore u. Matt Azevedo |
| 2004 | 2.    | US-amerik. Olympia-Trials                              | Bantam       | F    | hinter Stephen Abas                                  |
| 2005 | 1.    | US-amerik. Meisterschaft                               | Bantam       | F    | vor Matt Azevedo u. Nicholas Simmons                 |
| 2005 | 1.    | US-amerik. WM-Trials                                   | Bantam       | F    | vor Matt Azevedo                                     |
| 2006 | 1.    | US-amerik. WM-Trials                                   | Bantam       | F    |                                                      |

## Erläuterungen
- F = freier Stil, GR = griechisch-römischer Stil
- OS = Olympische Spiele, WM = Weltmeisterschaft
- Fliegengewicht, bis 1996 bis 52 kg, von 1997 bis 2001 bis 54 kg Körpergewicht, danach abgeschafft
- Bantamgewicht, seit 2002 bis 55 kg Körpergewicht
- Trials = Ausscheidungsturnier